# Paul Joseph
Paul Joseph (* 29. November 1849 in Strausberg; † 28. August 1923 in Frankfurt am Main) war ein deutscher Lehrer und Numismatiker.

## Leben
Joseph wurde am 29. November 1849 in Strausberg geboren. Als frühzeitig verwaister Knabe war für ihn kein universitäres Studium möglich, stattdessen wurde er mit 20 Jahren Lehrer in Frankfurt am Main an der neu gegründeten Suchay-Mittelschule, einer Realschule. Er starb  am 28. August 1923 in Frankfurt am Main.

## Numismatik
Seit 1880 veröffentlichte er zahlreiche numismatische Abhandlungen, teils als Aufsatz, teils als Monografie. Die behandelten Themen betreffen in erster Linie die mittelalterliche und frühneuzeitliche Numismatik der Rheinlande. Auch veröffentlichte er eine ganze Reihe von Münzfunden. 1899 begründete er die monatlich erscheinenden Frankfurter Münzblätter zunächst im Verlag der Münzhandlung Heß Nachf., um diese zwei Jahre später als Verleger unter dem Titel Frankfurt Münzzeitung fortzusetzen. 1921 musste diese aus Altersgründen sowie als Folge der Hochinflation eingestellt werden.
Seine umfangreiche Münzsammlung Pfälzer Prägungen kam 1910 und 1912 zur Versteigerung.